# 田屯街道
田屯街道，是中华人民共和国辽宁省抚顺市望花区下辖的一个乡镇级行政单位。2019年11月29日，撤销田屯街道，将其所辖行政区域划归工农街道管辖。

## 行政区划
田屯街道下辖以下地区：
化东社区、青台子社区、田园社区和化西社区。